# Baltika Cup 2003
Baltika Cup 2003 byl turnaj ze série Euro Hockey Tour. Hokejový turnaj byl odehrán od 18.12.2003 - do 21.12.2003 v Moskvě.

## Výsledky a tabulka
|    |         | FIN    | CZE    | RUS    | SWE     | V | VP | PP | P | Skóre | B |
| 1. | Finsko  | Finsko | 1:5    | 3:1    | 2:1     | 2 | 0  | 0  | 1 | 6:7   | 6 |
| 2. | Česko   | 5:1    | Česko  | 2:3 SN | 2:3 SN  | 1 | 0  | 2  | 0 | 9:7   | 5 |
| 3. | Rusko   | 1:3    | 3:2 SN | Rusko  | 2:1 SN  | 0 | 2  | 0  | 1 | 6:6   | 4 |
| 4. | Švédsko | 1:2    | 3:2 SN | 1:2 SN | Švédsko | 0 | 1  | 1  | 1 | 5:6   | 3 |

 Česko -  Švédsko 2:3  SN  (0:1, 2:0, 0:1 - 0:0) Zpráva
18. prosince 2003 - Moskva
- Branky  Česko: 25:33 Jan Kolář, 27:54 Jan Novák
- Branky  Švédsko: 15:52 Rhodin, 42:59 Carlsson
- Rozhodčí: Bulanov - Prochorov, Buturlin (RUS)
- Vyloučení: 6:9 (1:1)

 Rusko -  Finsko 1:3 (1:1, 0:1, 0:1) Zpráva
18. prosince 2003 - Moskva
- Branky  Rusko: 6:24 Sušinskyj
- Branky  Finsko: 15:29 Sahlstedt, 29:09 Niskala, 44:02 Voutilainen
- Rozhodčí: Larking (SWE) - Makarov, Olenin (RUS)
- Vyloučení: 4:7 (1:1)

 Švédsko -  Rusko 1:2  SN  (0:0, 1:1, 0:0 - 0:0) Zpráva
20. prosince 2003 - Moskva
- Branky  Švédsko: 22:20 Kahnberg
- Branky  Rusko: 27:13 Sušinskyj, rozhodující  SN  65:00 Kovalenko
- Rozhodčí: Laaksonen (FIN) - Oskirko, Seljanin (RUS)
- Vyloučení: 10:5 (0:0, 0:1)

 Finsko -  Česko 1:5 (1:1, 0:0, 0:4) Zpráva
20. prosince 2003 - Moskva
- Branky  Finsko: 11:01 Kuhta
- Branky  Česko: 3:18 Michal Sup, 40:58 Petr Průcha, 43:54 Petr Koukal, 44:58 Radek Dlouhý, 50:36 Jaroslav Hlinka
- Rozhodčí: Zacharov - Gašilov, Gorděnko (RUS)
- Vyloučení: 5:4 (0:0)

 Rusko -  Česko 3:2  SN  (1:1, 1:0, 1:0 - 0:0) Zpráva
21. prosince 2003 - Moskva
- Branky  Rusko: 7:38 Prokopjev, 31:54 Guskov,  SN  65:00 Kovalenko
- Branky  Česko: 3:36 Petr Průcha, 57:11 Jaroslav Hlinka
- Rozhodčí: Laaksonen (FIN) - Makarov, Olenin (RUS)
- Vyloučení: 5:3 (0:1)

 Finsko -  Švédsko 2:1 (0:0, 1:1, 1:0) Zpráva
21. prosince 2003 - Moskva
- Branky  Finsko: 20:30 Aalto, 59:43 Kuhta
- Branky  Švédsko: 23:52 Eriksson
- Rozhodčí: Zacharov - Oskirko, Seljanin (RUS)
- Vyloučení: 5:5 (0:0)

## Statistiky

### Nejlepší hráči
| Pozice              | Hráč             |
| ------------------- | ---------------- |
| Brankář             | Fredrik Norrena  |
| Obránce             | Thomas Rhodin    |
| Útočník             | Petr Průcha      |
| Nejužitečnější hráč | Andrej Kovalenko |

### All Stars
| Pozice  | Hráč             |
| ------- | ---------------- |
| Brankář | Stefan Liv       |
| Obránce | Thomas Rhodin    |
| Obránce | Petteri Nummelin |
| Útočník | Magnus Kahnberg  |
| Útočník | Petr Koukal      |
| Útočník | Maxim Sušinskij  |

### Kanadské bodování
| Poř. | Kanadské bodování | Branky | Přihrávky | Body |
| ---- | ----------------- | ------ | --------- | ---- |
| 1.   | Petr Průcha       | 2      | 2         | 4    |
| 2.   | Tomáš Divíšek     | 0      | 3         | 3    |
| 3.   | Jaroslav Hlinka   | 2      | 0         | 2    |
| 3.   | Kimo Kuhta        | 2      | 0         | 2    |
| 3.   | Andrej Kovalenko  | 2      | 0         | 2    |